# Book of Fire
Book of Fire es una película estadounidense de acción y terror de 2015, dirigida por Tommy Frazier, que a su vez la escribió, en la fotografía estuvo Arnold Peterson y los protagonistas son Nicole Sienna, Shane Brolly y Carmen Electra, entre otros. El filme fue realizado por Tommy Frazier Productions y Wolf Pack Film Works; se estrenó el 22 de noviembre de 2015.

## Sinopsis
Una chica de 19 años se entera de que es descendiente del emperador Justiniano, y que este podría haber desatado la peste en el planeta y maldecido a todos sus descendientes.